# Héðinsfjarðargöng
De Héðinsfjarðargöng is een tunnel in het noorden van IJsland.
De tunnel heeft de afstand tussen de plaatsen Ólafsfjörður en Siglufjörður in het noorden van het schiereiland Tröllaskagi aanzienlijk verkort. Beide plaatsen liggen hemelsbreed 15 kilometer van elkaar, gescheiden door twee hoge bergruggen met daar tussenin de Héðinsfjörður en het bijbehorende dal, de Héðinsfjarðardalur. Om van de ene plaats in de andere te komen, moest men ongeveer 60 kilometer rijden, waarbij de nauwe onverharde weg over de 409 meter hoog gelegen Lágheiði voerde. In de winter is deze pas door hevige sneeuwval meestal afgesloten, waardoor men een heel stuk om moet rijden en de afstand tussen beide plaatsen opeens tot 250 kilometer toeneemt.
Om met name Siglufjörður beter te kunnen ontsluiten heeft men besloten een tunnel aan te leggen, en de nieuwe verbinding bestaat uit twee tunnels. Het stuk tussen Siglufjörður en de Héðinsfjarðardalur is 3,7 kilometer lang. In het onbewoonde dal loopt een 600 meter lange weg die vervolgens door een 6,9 kilometer lange tunnel naar Ólafsfjörður loopt. Met de toe- en afritten bedraagt de totale lengte 15 kilometer. Men is in 2006 met de bouw begonnen, en het tunnelcomplex is op 2 oktober 2010 opengesteld.

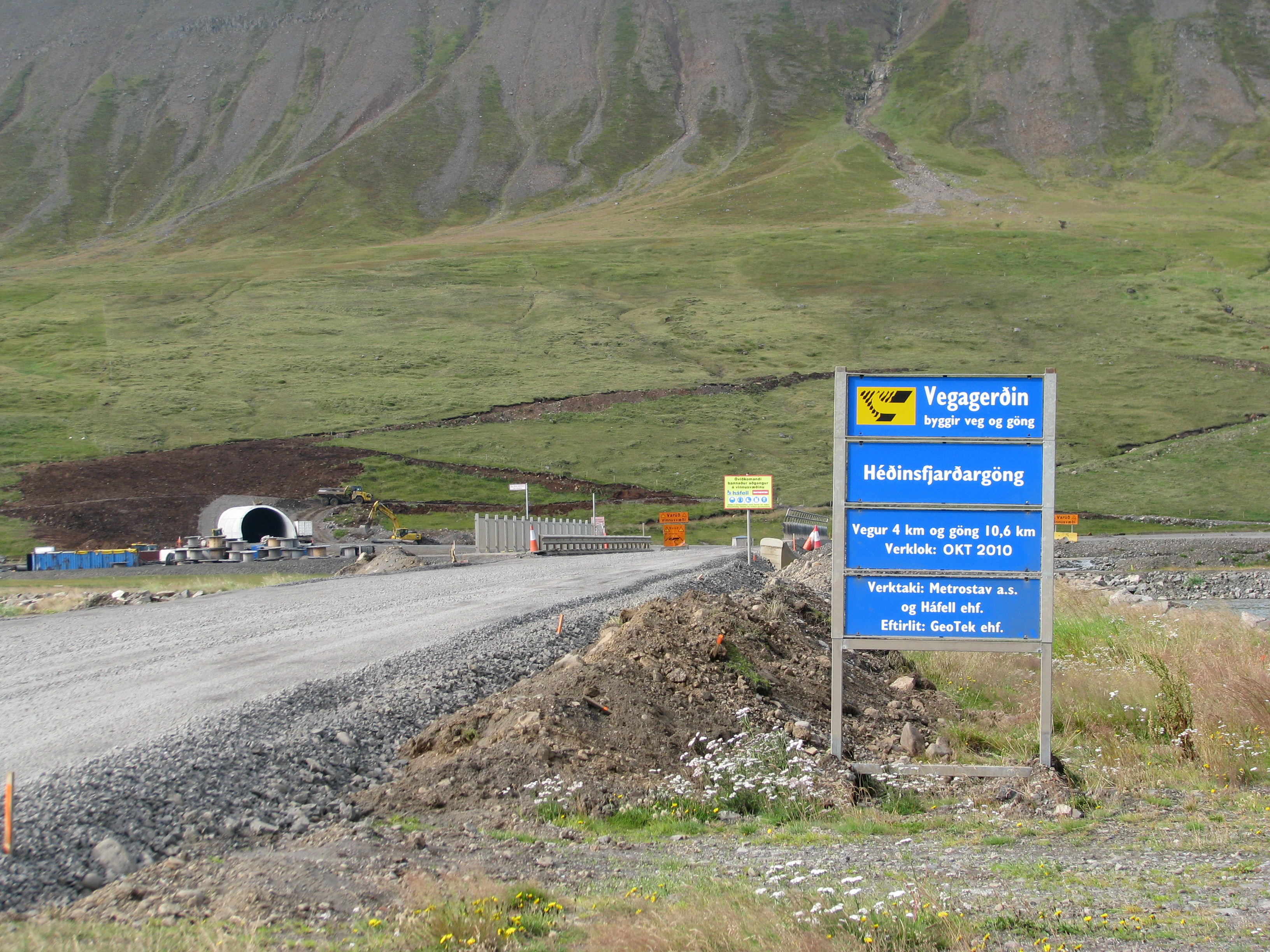
De tunnel in aanbouw bij Ólafsfjörður.
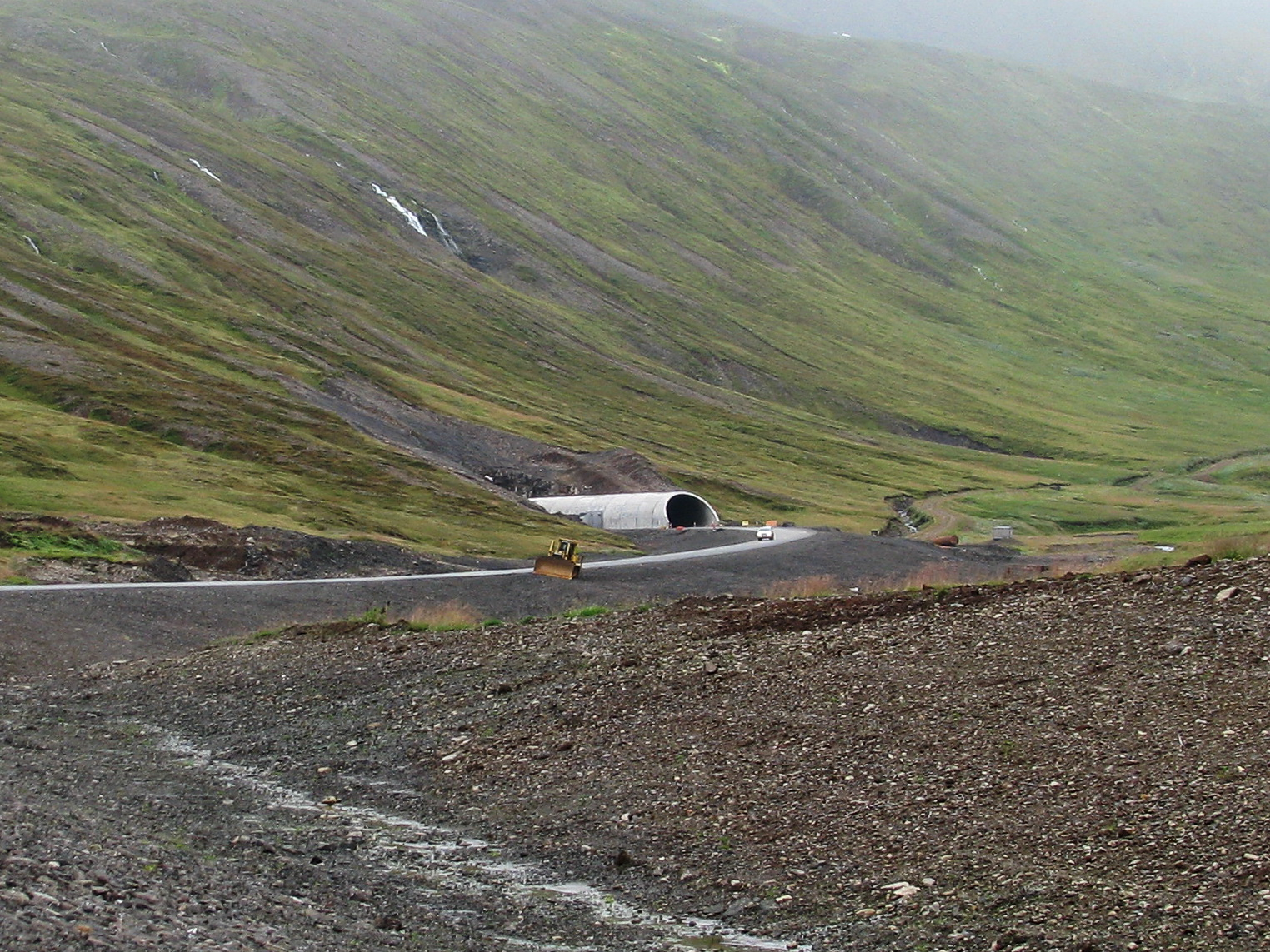
De tunnel in aanbouw bij Siglufjörður.

## Webcam
- Zicht vanaf de Héðinsfjarðardalur naar het oosten op de tunnelingang.
- Zicht vanaf de Héðinsfjarðardalur naar het westen op de tunnelingang.